# 케리 로웰
케리 로웰(Carey Lowell, 1961년 2월 11일 ~ )은 미국의 배우이다.

## 출연 작품
- 시애틀의 잠 못 이루는 밤
- 007 살인면허